# 阿萨拉山脊
阿萨拉山脊(Dorsum Azara)是位于月球澄海中26°42′N 19°12′E / 26.7°N 19.2°E的一道皱岭，全长105公里，其名称取自西班牙博物学家"费利克斯·曼纽尔·德·阿萨拉"(Félix Manuel de Azara)，1976年被国际天文联合会正式批准接受。